# Parque nacional del Abeto de Hotova
El parque nacional del Abeto de Hotova (en albanés, Parku Kombëtar "Bredhi i Hotoves") es un parque nacional de Albania, declarado en el año 2008. El parque, con una superficie de 1.200 hectáreas. Se encuentra a unos 35 kilómetros al noroeste de la ciudad de Përmet (Distrito de Përmet). Su característica es el abeto de Hotova que es una de las más importantes reliquias de flora mediterránea del país. Este parque tiene grandes valores recreativos, gracias a su naturaleza y la proximidad a localidades habitadas.